# Reptyl
Reptyl est un jeu de stratégie combinatoire abstrait pour deux joueurs. C'est aussi un jeu de société.
Il possède de nombreuses variantes (nombre de pions à poser, surface du plateau, nombre de manches). Le gain est principalement déterminé, comme c'est le cas pour les jeux sans introduction de hasard, par des paramètres pour le premier ou le second joueur. Mais, à ce jour, l'ensemble de la théorie des ouvertures n'a pas été cartographié.

## But du jeu
Empêcher son adversaire de déposer ses pions (cinq dans la version principale du jeu) en le bloquant.
Le premier joueur dépose une série de cinq pions les uns après les autres dans des cases adjacentes les unes aux autres - le premier joueur n'a pas le droit de laisser moins de deux cases à son adversaire au début du jeu -, de plus ces cases adjacentes ne doivent pas être en diagonale, le second joueur fait de même à partir du dernier pion posé par son adversaire.
Lorsqu'un des joueurs ne peut pas poser ses cinq pions, il a perdu la manche.
Une partie se joue en une ou plusieurs manches, à décider au début du jeu.

## Matériel
Le jeu nécessite 2 joueurs et le matériel suivant:
- un damier ; la version la plus jouée est un tablier de 9 cases sur 9 d'une seule couleur (traditionnellement les cases sont noires et blanches). On peut aussi jouer à ce jeu sur une feuille de papier. Il est alors préférable d'utiliser les intersections des cases, comme dans la partie en illustration.
- deux équipes de 40 pions (en général, comme au jeu de go tous ne sont pas nécessaires).

## Utilisation pédagogique

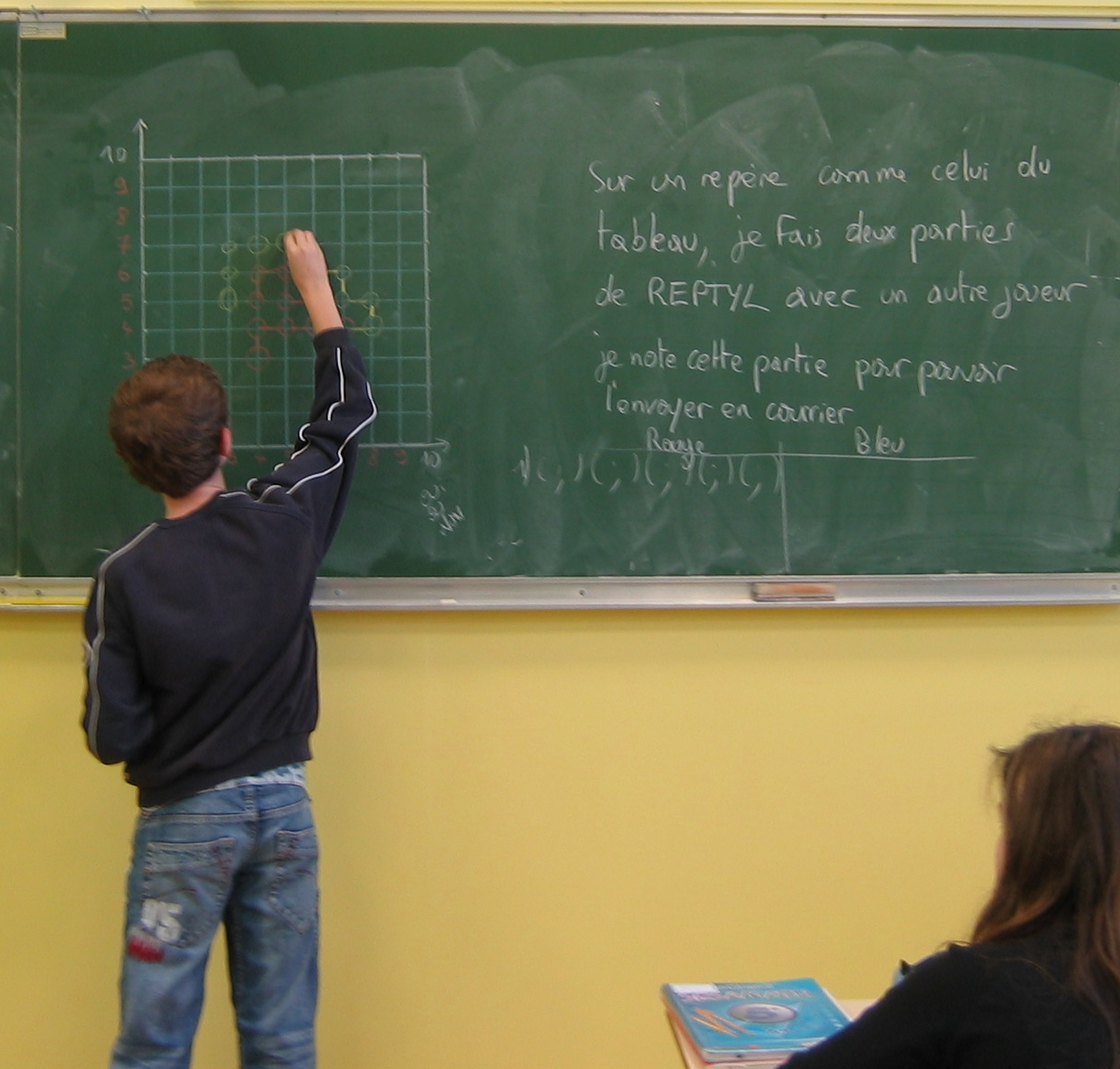
Une partie en cours de mathématiques dans le but de faire un travail sur l'utilisation d'un repère.

Ce jeu, du fait de la nécessité de prévoir la position de cinq pions à jouer l'un derrière l'autre, peut permettre dans des activités de remédiation par exemple, de travailler un certain nombre de fonctions cognitives insuffisamment efficientes.

Comme par exemple le besoin de planification, la perception claire de données distinctes, la maîtrise de l'impulsivité, le sens de la continuité de l'action.

## Exemple de partie

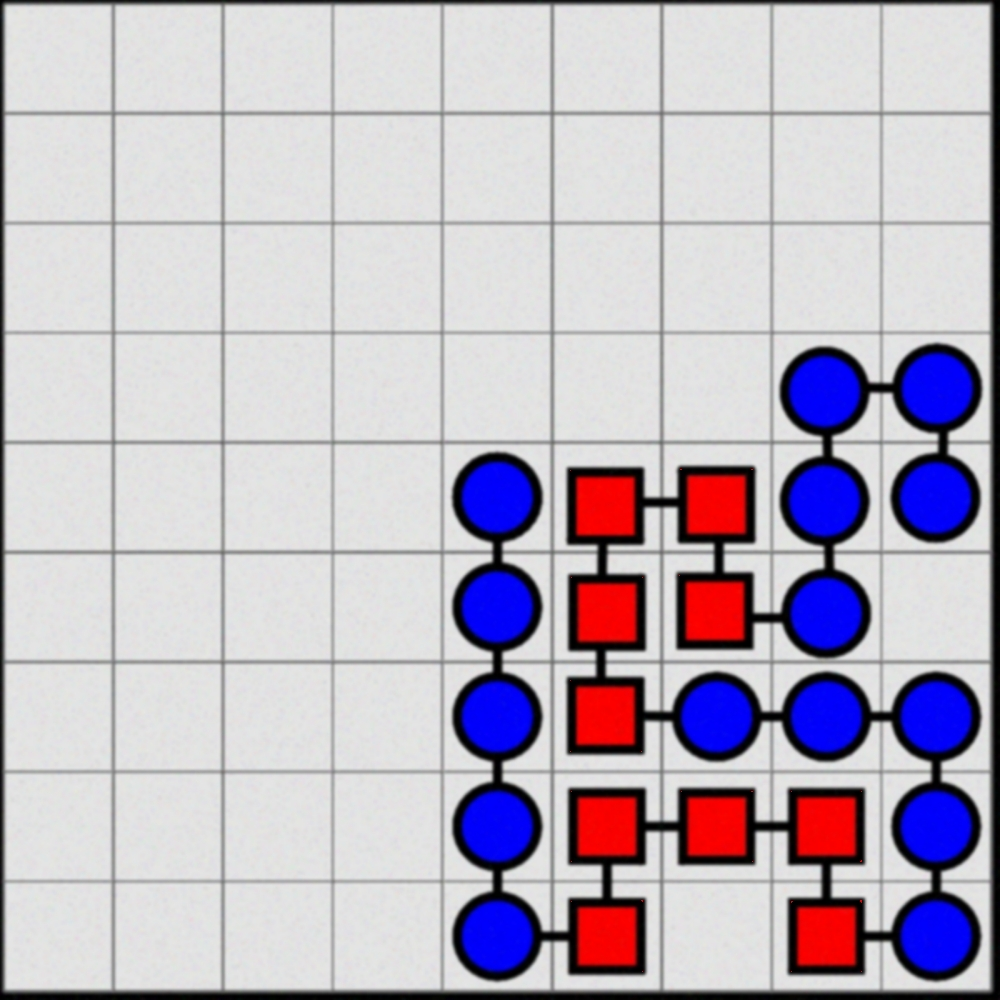
Une partie de Reptyl sur 9 x 9 cases

## Autres variantes
Reptyl se joue également avec 4, 3, 2 ou un pion. Dans ces modes, la stratégie jouée est d'un tout autre ordre et se rapproche (en se simplifiant) de celle des jeux de Nim.
Ces versions peuvent servir pour l'apprentissage des divisions avec reste, à l'école primaire ou à l'approfondissement de la perception de cette opération, en classe de sixième de collège (France).
Sur une feuille de papier, on peut également jouer en traçant une ligne brisée qui s'appuie sur les éléments du quadrillage.
Ces différentes manières de placer les pions (ou traits) ne changent rien à la stratégie du jeu.
Il en va tout autrement d'une variante particulièrement riche : le "qui perd gagne". Ici le principe est radicalement inverse, c'est le joueur qui est bloqué qui gagne.

## Décompte des points
Dans sa version simple, Reptyl se joue par manche. On compte alors un point par manche gagnée.
Dans sa version complète, un décompte de points se fait à la fin de chaque partie de la manière suivante. Le joueur qui gagne marque le nombre de points correspondant au nombre de pions que le perdant peut placer (cases vides avant d'être bloqué).
Le gain maximum sur une manche est donc de 4 points.
Dans cette version avec décompte des points (cases vides) la stratégie change. En effet un joueur ne marque pas de point s'il ne laisse aucune case vide à son adversaire. Le nul joue alors un rôle et enrichit les possibilités de jeu.

## Utilisation du jeu dans un Casse tête

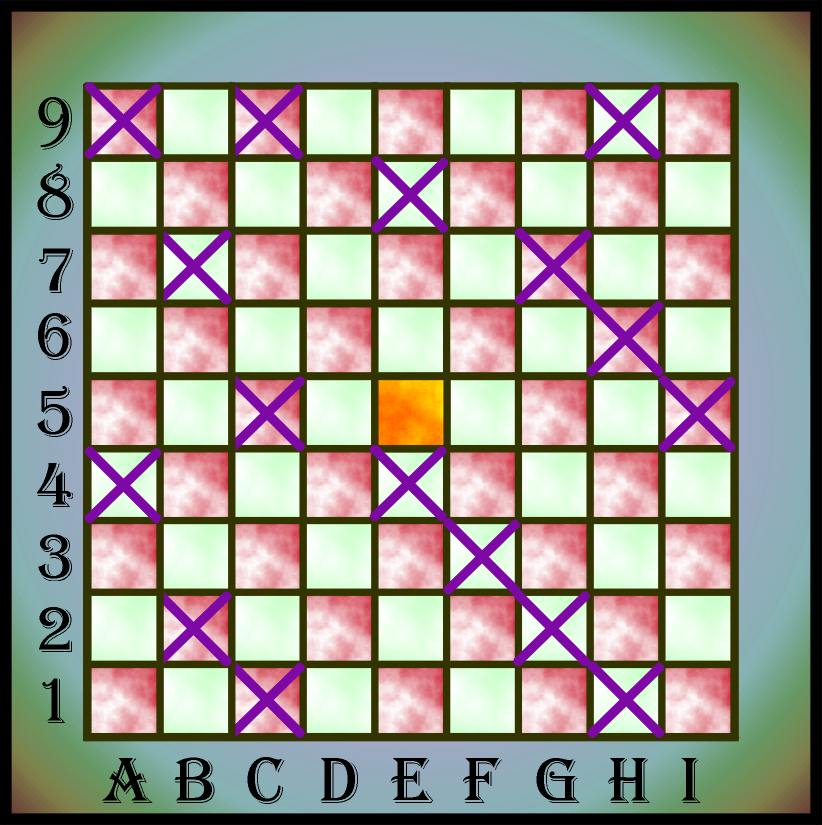
Exemple de grille à remplir.

Divertissement à pratiquer seul, crops est une sorte de solitaire qui utilise des parties fictives de Reptyl. À partir de croix (16) placées sur le plateau, il faut retrouver une partie entre deux joueurs qui se serait terminée avec une seule case vide, et telle que chaque croix est touchée par un groupe de cinq pions différents.